# Koprac
Koprac (koporac, topnika, bunijum; lat. Bunium), biljni rod iz porodica štitarki, rasprostranjen po Europi, Srednjoj Aziji, Indiji, sjevernoj Africi.
Postoji preko 30 vrsta, korisne trajnice i gomoljasti geofiti. U Hrvatskoj 4 vrste, planinski koprac (sa dvije podvrste), divlji koprac, šibasti koprac i stopalasti koprac

## Vrste
1. Bunium allioides Bani, Pimenov & Adigüzel
2. Bunium alpinum Waldst. & Kit., alpski koporac
3. Bunium avromanum (Boiss. & Hausskn.) Drude
4. Bunium balearicum (Sennen) Mateo & López Udias
5. Bunium bourgaei (Boiss.) Freyn & Sint.
6. Bunium brachyactis (Post) H. Wolff
7. Bunium bulbocastanum L.
8. Bunium chabertii (Batt.) Batt.
9. Bunium cornigerum (Boiss. & Hausskn.) Drude
10. Bunium crassifolium (Batt.) Batt.
11. Bunium elatum (Batt.) Batt.
12. Bunium elegans (Fenzl) Freyn
13. Bunium ferulaceum Sm.
14. Bunium fontanesii (Pers.) Maire
15. Bunium hermonis (Post) Kljuykov
16. Bunium luristanicum Rech. fil.
17. Bunium macuca Boiss.
18. Bunium microcarpum (Boiss.) Freyn & Sint. ex Freyn
19. Bunium nothum (C. B. Clarke) P. K. Mukh.
20. Bunium nudum (Post) H. Wolff
21. Bunium pachypodum P. W. Ball
22. Bunium paucifolium DC.
23. Bunium pestalozzae Boiss.
24. Bunium pinnatifolium Kljuykov
25. Bunium rectangulum Boiss. & Hausskn.
26. Bunium sancakense Yild. & Kiliç
27. Bunium sayae Yild.
28. Bunium scabrellum Korovin
29. Bunium sivasicum M. Celik & Bagcí
30. Bunium tenerum Hausskn.
31. Bunium verruculosum C. C. Towns.